# Sonos
Sonos est une entreprise américaine d'électronique grand public basée à Santa Barbara (Californie) créée le 30 juin 2002, qui produit et commercialise des systèmes hifi sans fil.
L'entreprise emploie plus de 1 448 personnes dans le monde, en région « Europe, Moyen-Orient, Afrique », 300 à Santa Barbara (où elle possède plus de 9 000 mètres carrés de locaux), à Cambridge (USA) et en Chine.

## Historique
Depuis sa création Sonos a effectué 9 levées de fonds, dont une de 135 millions de dollars en juin 2012 et une de 130 millions en décembre 2014.
De même les systèmes Sonos fonctionnent avec les PC, Macs et appareils Android ou iOS. (Compatibilité AirPlay 2 en 2018).
En avril 2014 la société passe au sans fil « complet », grâce à une mise à jour logicielle qui permet de se passer des liens précédents entre les appareils (routeur ou Sonos Bridge).
En janvier 2015 Sonos dévoile sa nouvelle identité graphique.
En décembre 2017, IKEA et Sonos annonce une collaboration. En avril 2019 sont annoncés les deux premiers produits : une lampe et une étagère dotées d'une enceinte connectée, la gamme porte le nom "Symfonisk".
En septembre 2023, la société lance l'enceinte Sonos Move 2.

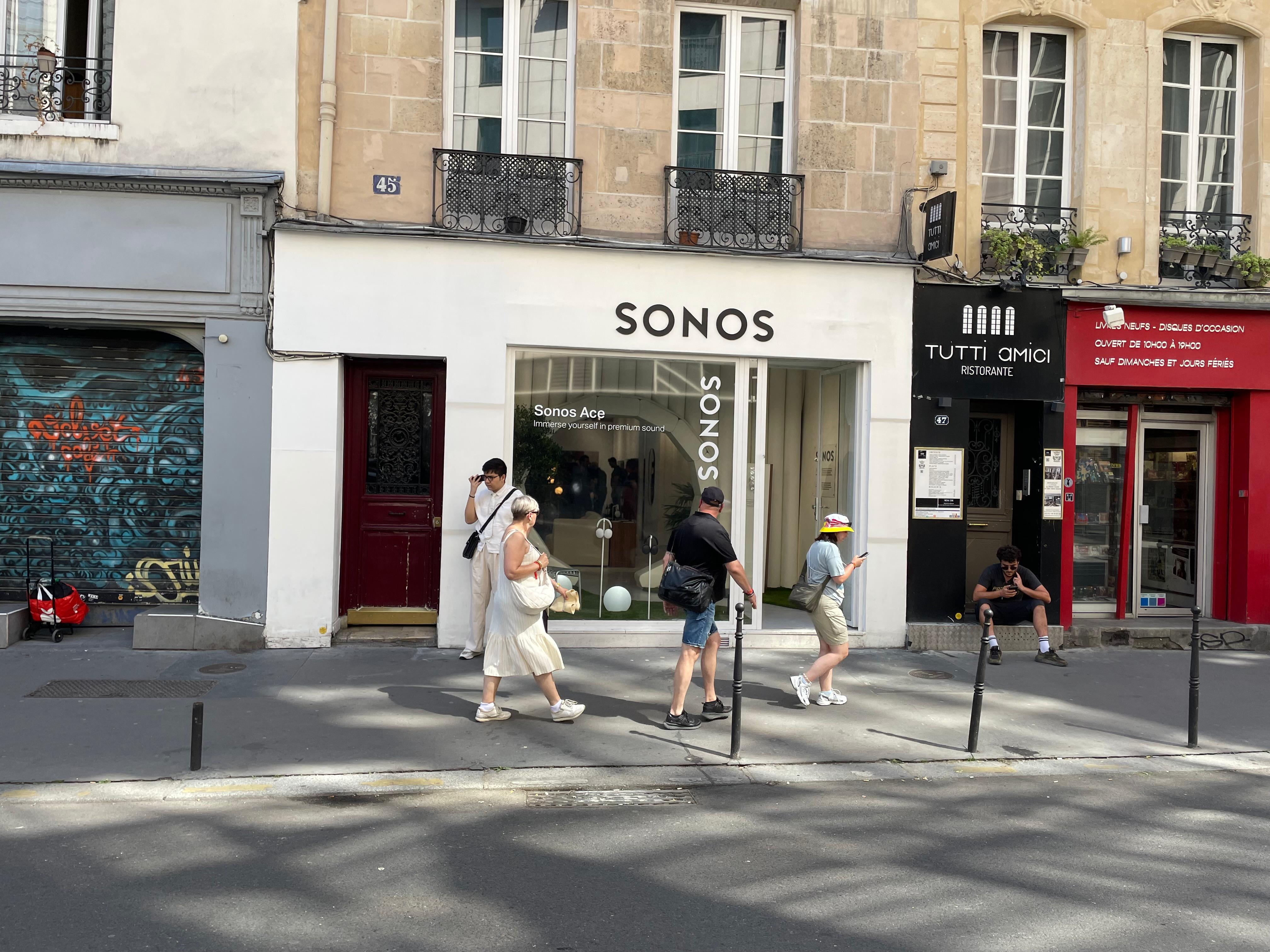
Cremerie de Paris N°9, 2024 july 29, Sonos Showroom during the 2024 Summer Olympics

Pendant les Jeux olympiques d'été de 2024  a Sonos a ouvert un Showroom Hi Tech
à la Cremerie de Paris N°9, 45 rue Saint Honore.

## Principaux actionnaires
Au 28 décembre 2019:
| Kohlberg Kravis Roberts        | 40,3% |
| Index Ventures                 | 14,9% |
| John L. MacFarlane             | 6,66% |
| Valdur Koha                    | 5,36% |
| Redpoint Ventures              | 4,43% |
| The Vanguard Group             | 3,97% |
| Lake Street Advisors Group     | 3,32% |
| Hawk Ridge Capital Management  | 1,81% |
| JPMorgan Investment Management | 1,74% |
| BlackRock Fund Advisors        | 1,67% |

## Plateforme musicale
Au fil du temps Sonos a rendu ses appareils compatibles avec la plupart des catalogues de musique en ligne : 
- Sirius XM (février 2011)[12].
- MOG (Mai 2011)[13].
- QQ Music, en collaboration avec Tencent (Mai 2012)[14].
- Rdio (Janvier 2011)[15].
- Qobuz (Juin 2013)[16].
- Google Play (Avril 2014)[17].
- SoundCloud[18]
- Spotify (Juillet 2011)[19]. en juillet 2014
- Amazon Cloud Player (Août 2012)[20].
- Amazon Music (Octobre 2015)[21].
- Apple Music (Février 2016)[22].
- Deezer

### Logo

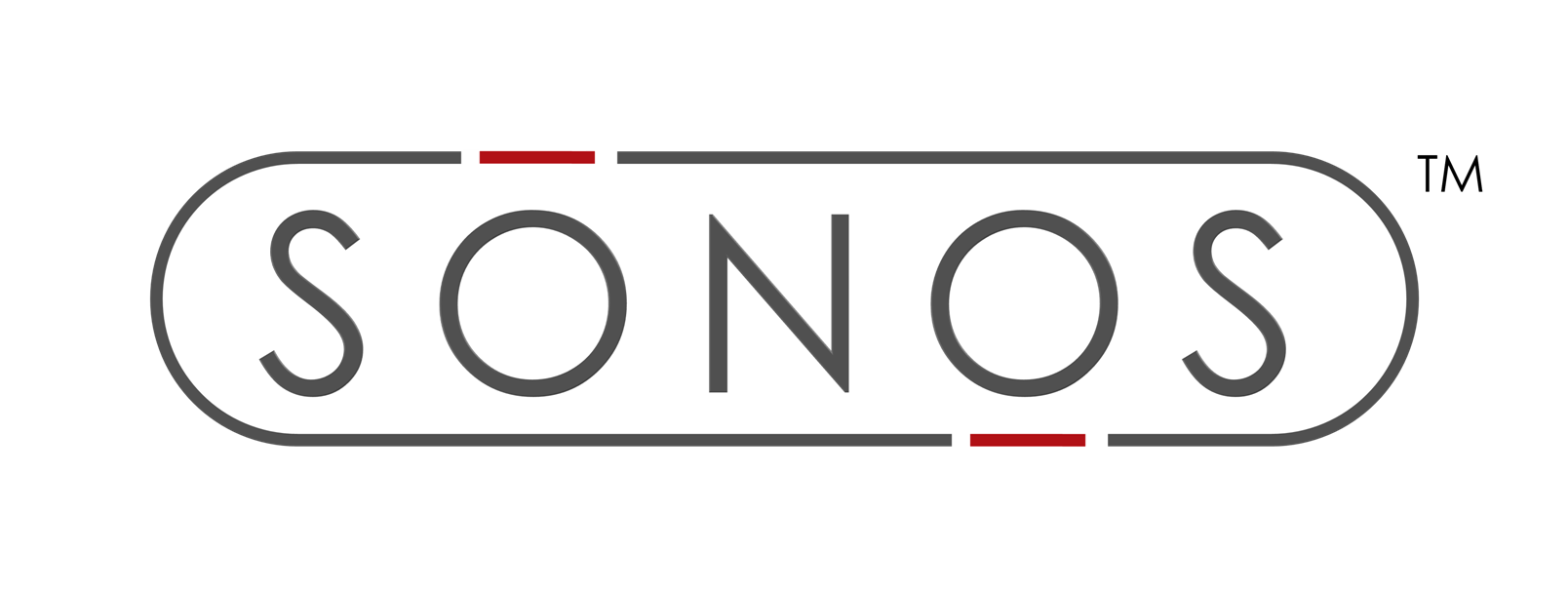
Premier logo de Sonos, utilisé entre 2002 et 2011.
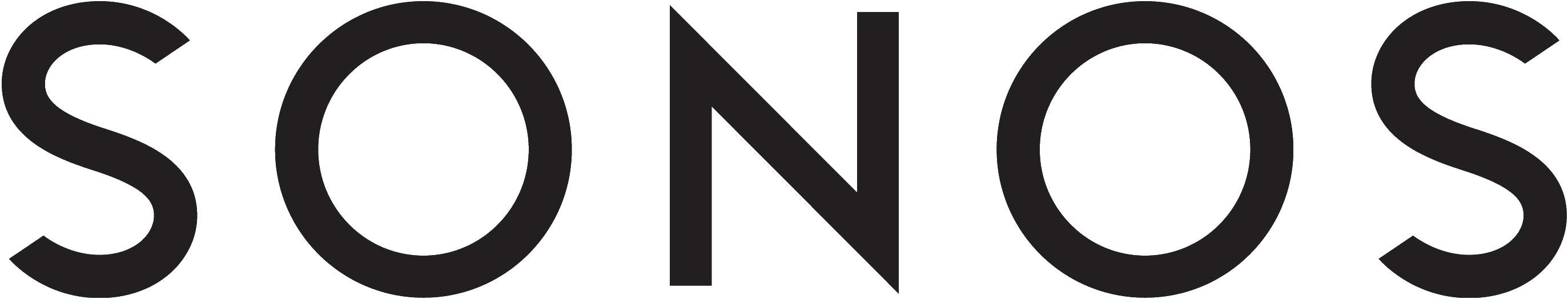
Second logo, utilisé en 2015.
Logo actuel.